# Acacia (plant)
Acacia is een geslacht van planten uit de onderfamilie Mimosoideae van de vlinderbloemenfamilie (Fabaceae). Alle soorten zijn houtig.
Met de 'acacia' als soort wordt in het Nederlands gewoonlijk de robinia (Robinia pseudoacacia) bedoeld, die echter tot het geslacht Robinia behoort, en zelfs geen deel uitmaakt van de Mimosoideae. Maar de snijbloem "mimosa", de zilveracacia (Acacia dealbata) behoort wél tot het geslacht Acacia.

## Naamgevingsgeschiedenis
Dioscorides gebruikte in zijn Materia medica de naam "akakia" voor een extract van de bladeren en vruchten van Acacia nilotica, een Afrikaanse soort, voor het eerst genoemd uit Egypte. Waarschijnlijk is dit woord de basis voor de naam "Acacia". Die naam werd als geslachtsnaam al gebruikt door Gaspard Bauhin, John Ray, Joseph Banks, Charles Plumier en Joseph Pitton de Tournefort, voordat Philip Miller de naam in 1754 voor het eerst geldig publiceerde. Diverse soorten waarvan Linnaeus de naam eerder publiceerde, werden later in dit geslacht geplaatst. In 1913 selecteerden Nathaniel Lord Britton en Addison Brown Mimosa scorpioides L. (≡ Acacia scorpioides (L.) W.Wight = Acacia nilotica (L.) Delille), een Afrikaanse soort, als lectotype van de naam.

## Kenmerken
Acacia's hebben vaak samengestelde bladeren, waarbij een blad bestaat uit meerdere deelblaadjes. Een Acacia heeft veel lange doorns die overal uit de zich wijd uitspreidende takken steken. Van Acacia's die in een groep staan, zijn de takken gewoonlijk zo ineengestrengeld, dat ze een ondoordringbaar struweel vormen. De Acacia's kunnen zo'n zes tot acht meter hoog worden, maar blijven vaak ook struikvormig. Ze hebben zachte, geveerde blaadjes, gele bloemen en gebogen, spits toelopende peulvruchten.
Onder de ruwe, zwarte schors zit erg hard, fijngenerfd en dicht hout dat goed tegen insecten bestand is. Het hout van een Acacia is vaak hard, niet erg buigzaam en moeilijk te bewerken. De grotere planten zijn vaak erg gevoelig voor wind.

## Voorkomen
Acacia-soorten komen voor in Australazië, Micronesië en Polynesië (meer dan 900 soorten), Zuidoost-Azië (12 soorten) en Madagaskar (1 soort). Er zijn bijna 1000 soorten. In de Benelux wordt hij vaak in tuinen geplant, maar deze boom wordt er beschouwd als een invasieve exoot.

## Geschiedenis
In de Oudheid werd acacia beschouwd als een prachtige plant vanwege zijn genezende eigenschappen en werd het beschouwd als uiterst effectief in het afweren van ongeluk. In Egypte was deze boom bekend en de inwoners gebruikten hem voor de constructie van boten, beelden en meubels. Bij de Hebreeën wordt het aangehaald als setimhout en volgens de heilige boeken was bij de constructie van het tabernakel het enige hout dat werd gebruikt Acacia seyal.

## Soorten[6]
- Acacia abbatiana Pedley
- Acacia abbreviata Maslin
- Acacia abrupta Maiden & Blakely
- Acacia acanthaster Maslin
- Acacia acanthoclada F.Muell.
- Acacia acellerata Maiden & Blakely
- Acacia acinacea Lindl.
- Acacia aciphylla Benth.
- Acacia acoma Maslin
- Acacia acradenia F.Muell.
- Acacia acrionastes Pedley
- Acacia acuaria W.Fitzg.
- Acacia aculeatissima J.F.Macbr.
- Acacia aculeiformis Maslin
- Acacia acuminata Benth.
- Acacia acutata W.Fitzg.
- Acacia adenogonia (Pedley) R.S.Cowan & Maslin
- Acacia adinophylla Maslin
- Acacia adjutrices Maslin
- Acacia adnata F.Muell.
- Acacia adoxa Pedley
- Acacia adsurgens Maiden & Blakely
- Acacia adunca A.Cunn. ex G.Don
- Acacia aemula Maslin
- Acacia aestivalis E.Pritz.
- Acacia alata R.Br.
- Acacia alaticaulis Kodela & Tindale
- Acacia alcockii Maslin & Whibley
- Acacia alexandri Maslin
- Acacia alleniana Maiden
- Acacia alpina F.Muell.
- Acacia amanda G.J.Leach
- Acacia amblygona A.Cunn. ex Benth.
- Acacia amblyophylla F.Muell.
- Acacia amentifera F.Muell.
- Acacia ammitia Pedley
- Acacia ammobia Maconochie
- Acacia ammophila Pedley
- Acacia amoena H.L.Wendl.
- Acacia ampliata R.S.Cowan & Maslin
- Acacia ampliceps Maslin
- Acacia amputata Maslin
- Acacia amyctica R.S.Cowan & Maslin
- Acacia anadenia Pedley
- Acacia anarthros Maslin
- Acacia anasilla A.S.George
- Acacia anastema Maslin
- Acacia anastomosa Maslin, M.D.Barrett & R.L.Barrett
- Acacia anaticeps Tindale
- Acacia anceps DC.
- Acacia ancistrocarpa Maiden & Blakely
- Acacia ancistrophylla C.R.P.Andrews
- Acacia andrewsii W.Fitzg.
- Acacia aneura F.Muell. ex Benth.
- Acacia anfractuosa Maslin
- Acacia angusta Maiden & Blakely
- Acacia anomala C.A.Gardner ex Court
- Acacia anserina Maslin, M.D.Barrett & R.L.Barrett
- Acacia anthochaera Maslin
- Acacia aphanoclada Maslin
- Acacia aphylla Maslin
- Acacia applanata Maslin
- Acacia aprepta Pedley
- Acacia aprica Maslin & A.R.Chapm.
- Acacia aptaneura Maslin & J.E.Reid
- Acacia arafurica Tindale & Kodela
- Acacia araneosa Whibley
- Acacia arbiana Pedley
- Acacia arcuatilis R.S.Cowan & Maslin
- Acacia areolata M.W.McDonald
- Acacia argentina Pedley
- Acacia argutifolia Maslin
- Acacia argyraea Tindale
- Acacia argyrodendron Domin
- Acacia argyrophylla Hook.
- Acacia argyrotricha Pedley
- Acacia arida Benth.
- Acacia aristulata Maslin
- Acacia armigera R.W.Davis, K.R.Thiele & Cockerton
- Acacia armillata (Pedley) Pedley
- Acacia armitii F.Muell. ex Maiden
- Acacia arrecta Maslin
- Acacia ascendens Maslin
- Acacia asepala Maslin
- Acacia ashbyae Maslin
- Acacia asparagoides A.Cunn.
- Acacia aspera J.Forbes
- Acacia asperulacea F.Muell.
- Acacia assimilis S.Moore
- Acacia ataxiphylla Benth.
- Acacia atkinsiana Maslin
- Acacia atopa Pedley
- Acacia atrox Kodela
- Acacia attenuata Maiden
- Acacia aulacocarpa A.Cunn. ex Benth.
- Acacia aulacophylla R.S.Cowan & Maslin
- Acacia auratiflora R.S.Cowan & Maslin
- Acacia aureocrinita B.J.Conn & Tame
- Acacia auricoma Maslin
- Acacia auriculiformis A.Cunn. ex Benth.
- Acacia auripila R.S.Cowan & Maslin
- Acacia auronitens Lindl.
- Acacia ausfeldii Regel
- Acacia awestoniana R.S.Cowan & Maslin
- Acacia axillaris Benth.
- Acacia ayersiana Maconochie
- Acacia baeuerlenii Maiden & R.T.Baker
- Acacia baileyana F.Muell.
- Acacia bakeri Maiden
- Acacia balsamea R.S.Cowan & Maslin
- Acacia bancroftiorum Maiden
- Acacia barakulensis Pedley
- Acacia barattensis J.M.Black
- Acacia barbinervis Benth.
- Acacia barrettiorum Lewington & Maslin
- Acacia barringtonensis Tindale
- Acacia bartlei Maslin & J.E.Reid
- Acacia basedowii Maiden
- Acacia baueri Benth.
- Acacia baxteri Benth.
- Acacia beadleana R.H.Jones & J.J.Bruhl
- Acacia beauverdiana Ewart & Sharman
- Acacia beckleri Tindale
- Acacia benthamii Meisn.
- Acacia besleyi Maslin
- Acacia betchei Maiden & Blakely
- Acacia bidentata Benth.
- Acacia bifaria Maslin
- Acacia biflora R.Br.
- Acacia binata Maslin
- Acacia binervata DC.
- Acacia binervia (J.C.Wendl.) J.F.Macbr.
- Acacia bivenosa DC.
- Acacia blakei Pedley
- Acacia blakelyi Maiden
- Acacia blaxellii Maslin
- Acacia blayana Tindale & Court
- Acacia boormanii Maiden
- Acacia botrydion Maslin
- Acacia brachybotrya Benth.
- Acacia brachyclada W.Fitzg
- Acacia brachyphylla Benth. ex Schltdl.
- Acacia brachypoda Maslin
- Acacia brachystachya Benth.
- Acacia bracteolata Maslin
- Acacia brassii Pedley
- Acacia brockii Tindale & Kodela
- Acacia bromilowiana Maslin
- Acacia browniana H.L.Wendl.
- Acacia brownii (Poir.) Steud.
- Acacia brumalis Maslin
- Acacia brunioides A.Cunn. ex G.Don
- Acacia bulgaensis Tindale & S.J.Davies
- Acacia burbidgeae Pedley
- Acacia burdekensis Pedley
- Acacia burkittii F.Muell. ex Benth.
- Acacia burrana Pedley
- Acacia burrowii Maiden
- Acacia burrowsiana Maslin
- Acacia buxifolia A.Cunn.
- Acacia bynoeana Benth.
- Acacia caerulescens Maslin & Court
- Acacia caesaneura Maslin & J.E.Reid
- Acacia caesariata R.S.Cowan & Maslin
- Acacia caesiella Maiden & Blakely
- Acacia calamifolia Sweet ex Lindl.
- Acacia calantha Pedley
- Acacia calcarata Maiden & Blakely
- Acacia calcicola Forde & Ising
- Acacia calligera (Pedley) Pedley
- Acacia calyculata A.Cunn. ex Benth.
- Acacia cambagei R.T.Baker
- Acacia camptocarpa Maslin, M.D.Barrett & R.L.Barrett
- Acacia camptoclada C.R.P.Andrews
- Acacia campylophylla Benth.
- Acacia cana Maiden
- Acacia cangaiensis Tindale & Kodela
- Acacia capillaris A.S.George
- Acacia capillosa Pedley
- Acacia cardiophylla A.Cunn. ex Benth.
- Acacia carens Maslin
- Acacia carneorum Maiden
- Acacia carnosula Maslin
- Acacia caroleae Pedley
- Acacia cassicula R.S.Cowan & Maslin
- Acacia castanostegia Maslin
- Acacia castorum Pedley
- Acacia cataractae Tindale & Kodela
- Acacia catenulata C.T.White
- Acacia cavealis R.S.Cowan & Maslin
- Acacia cedroides Benth.
- Acacia celastrifolia Benth.
- Acacia celsa Tindale
- Acacia centrinervia Maiden & Blakely
- Acacia cerastes Maslin
- Acacia chalkeri Maiden
- Acacia chamaeleon Maslin
- Acacia chapmanii R.S.Cowan & Maslin
- Acacia chartacea Maslin
- Acacia cheelii Blakely
- Acacia chinchillensis Tindale
- Acacia chippendalei Pedley
- Acacia chisholmii F.M.Bailey
- Acacia chrysella Maiden & Blakely
- Acacia chrysocephala Maslin
- Acacia chrysochaeta Maslin
- Acacia chrysopoda Maiden & Blakely
- Acacia chrysotricha Tindale
- Acacia cincinnata F.Muell.
- Acacia cineramis H.K.Orel
- Acacia citrinoviridis Tindale & Maslin
- Acacia citriodora Kodela & Maslin
- Acacia clandullensis B.J.Conn & Tame
- Acacia claviseta Maslin, M.D.Barrett & R.L.Barrett
- Acacia clelandii Pedley
- Acacia clunies-rossiae Maiden
- Acacia clydonophora Maslin
- Acacia coatesii Maslin
- Acacia cochlearis (Labill.) H.L.Wendl.
- Acacia cochlocarpa Meisn.
- Acacia cockertoniana Maslin
- Acacia cognata Domin
- Acacia colei Maslin & L.A.J.Thomson
- Acacia collegialis Maslin
- Acacia colletioides A.Cunn. ex Benth.
- Acacia comans W.Fitzg.
- Acacia complanata A.Cunn. ex Benth.
- Acacia concolorans Maslin
- Acacia concurrens Pedley
- Acacia conferta A.Cunn. ex Benth.
- Acacia confluens Maiden & Blakely
- Acacia confusa Merr.
- Acacia congesta Benth.
- Acacia conjunctifolia F.Muell.
- Acacia conniana Maslin
- Acacia consanguinea R.S.Cowan & Maslin
- Acacia consobrina R.S.Cowan & Maslin
- Acacia conspersa F.Muell.
- Acacia constablei Tindale
- Acacia continua Benth.
- Acacia convallium Pedley
- Acacia coolgardiensis Maiden
- Acacia coriacea DC.
- Acacia corusca J.P.Bull, S.J.Dillon & Brearley
- Acacia costata Benth.
- Acacia costiniana Tindale
- Acacia courtii Tindale & Hersc.
- Acacia covenyi Tindale
- Acacia cowaniana Maslin
- Acacia cowleana Tate
- Acacia cracentis R.S.Cowan & Maslin
- Acacia craspedocarpa F.Muell.
- Acacia crassa Pedley
- Acacia crassicarpa A.Cunn. ex Benth.
- Acacia crassistipula Benth.
- Acacia crassiuscula H.L.Wendl.
- Acacia crassuloides Maslin
- Acacia cremiflora B.J.Conn & Tame
- Acacia crenulata R.S.Cowan & Maslin
- Acacia cretacea Maslin & Whibley
- Acacia cretata Pedley
- Acacia crispula Benth.
- Acacia crombiei C.T.White
- Acacia cultriformis A.Cunn. ex G.Don
- Acacia cummingiana Maslin
- Acacia cuneifolia Maslin
- Acacia cupularis Domin
- Acacia curranii Maiden
- Acacia curryana Maslin
- Acacia curvata Maslin
- Acacia cuspidifolia Maslin
- Acacia cuthbertsonii Luehm.
- Acacia cyclocarpa Maslin, M.D.Barrett & R.L.Barrett
- Acacia cyclops A.Cunn. ex G.Don
- Acacia cylindrica R.S.Cowan & Maslin
- Acacia cyperophylla F.Muell. ex Benth.
- Acacia dacrydioides Tindale
- Acacia dallachiana F.Muell.
- Acacia dangarensis Tindale & Kodela
- Acacia daphnifolia Meisn.
- Acacia daviesii Bartolome
- Acacia daviesioides C.A.Gardner
- Acacia daweana Maslin
- Acacia dawsonii R.T.Baker
- Acacia dealbata Link
- Acacia deanei (R.T.Baker) Welch, Coombs & McGlynn
- Acacia debilis Tindale
- Acacia declinata R.S.Cowan & Maslin
- Acacia decora Rchb.
- Acacia decurrens (J.C.Wendl.) Willd.
- Acacia deficiens Maslin
- Acacia deflexa Maiden & Blakely
- Acacia delibrata A.Cunn. ex Benth.
- Acacia delicatula Tindale & Kodela
- Acacia delphina Maslin
- Acacia deltoidea A.Cunn. ex G.Don
- Acacia demissa R.S.Cowan & Maslin
- Acacia dempsteri F.Muell.
- Acacia densiflora Morrison
- Acacia denticulosa F.Muell.
- Acacia dentifera Benth.
- Acacia depressa Maslin
- Acacia dermatophylla Benth.
- Acacia derwentiana A.M.Gray
- Acacia desertorum Maiden & Blakely
- Acacia desmondii Maslin
- Acacia deuteroneura Pedley
- Acacia diallaga Maslin & Buscumb
- Acacia diaphana R.S.Cowan & Maslin
- Acacia diaphyllodinea Maslin
- Acacia diastemata Maslin, M.D.Barrett & R.L.Barrett
- Acacia dichromotricha Pedley
- Acacia dictyocarpa Benth.
- Acacia dictyoneura E.Pritz.
- Acacia dictyophleba F.Muell.
- Acacia didyma A.R.Chapm. & Maslin
- Acacia dielsii E.Pritz.
- Acacia dietrichiana F.Muell.
- Acacia difficilis Maiden
- Acacia difformis R.T.Baker
- Acacia dilatata Benth.
- Acacia dilloniorum Maslin
- Acacia dimidiata Benth.
- Acacia diminuta Maslin
- Acacia dimorpha Maslin, M.D.Barrett & R.L.Barrett
- Acacia disparrima M.W.McDonald & Maslin
- Acacia dissimilis M.W.McDonald
- Acacia dissona R.S.Cowan & Maslin
- Acacia distans Maslin
- Acacia disticha Maslin
- Acacia divergens Benth.
- Acacia dodonaeifolia (Pers.) Balb.
- Acacia dolichophylla Maslin
- Acacia donaldsonii R.S.Cowan & Maslin
- Acacia doratoxylon A.Cunn.
- Acacia doreta Maslin
- Acacia dorothea Maiden
- Acacia dorsenna Maslin
- Acacia drepanocarpa F.Muell.
- Acacia drepanophylla Maslin
- Acacia drewiana W.Fitzg
- Acacia drummondii Lindl.
- Acacia dunnii (Maiden) Turrill
- Acacia dura Benth.
- Acacia durabilis Maslin
- Acacia duriuscula W.Fitzg.
- Acacia echinula DC.
- Acacia echinuliflora G.J.Leach
- Acacia effusa Maslin
- Acacia effusifolia Maslin & Buscumb
- Acacia elachantha M.W.McDonald & Maslin
- Acacia elata A.Cunn. ex Benth.
- Acacia elongata Sieber ex DC.
- Acacia empelioclada Maslin
- Acacia enervia Maiden & Blakely
- Acacia ensifolia Pedley
- Acacia enterocarpa R.V.Sm.
- Acacia epacantha (Maslin) Maslin
- Acacia epedunculata R.S.Cowan & Maslin
- Acacia ephedroides Benth.
- Acacia equisetifolia Maslin & Cowie
- Acacia eremaea C.R.P.Andrews
- Acacia eremophila W.Fitzg.
- Acacia eremophiloides Pedley & P.I.Forst.
- Acacia ericifolia Benth.
- Acacia ericksoniae Maslin
- Acacia erinacea Benth.
- Acacia erioclada Benth.
- Acacia eriopoda Maiden & Blakely
- Acacia errabunda Maslin
- Acacia estrophiolata F.Muell.
- Acacia euthycarpa (J.M.Black) J.M.Black
- Acacia euthyphylla Maslin
- Acacia evenulosa Maslin
- Acacia everistii Pedley
- Acacia excelsa Benth.
- Acacia excentrica Maiden & Blakely
- Acacia exigua I.M.Turner
- Acacia exocarpoides W.Fitzg.
- Acacia extensa Lindl.
- Acacia exudans Lindl.
- Acacia fagonioides Benth.
- Acacia falcata Willd.
- Acacia falciformis DC.
- Acacia farinosa Lindl.
- Acacia fasciculifera F.Muell. ex Benth.
- Acacia faucium Pedley
- Acacia fauntleroyi (Maiden) Maiden & Blakely
- Acacia fecunda Maslin
- Acacia ferocior Maiden
- Acacia filamentosa Maslin
- Acacia filicifolia Cheel & M.B.Welch
- Acacia filifolia Benth.
- Acacia filipes Pedley
- Acacia fimbriata A.Cunn. ex G.Don
- Acacia flabellifolia W.Fitzg.
- Acacia flagelliformis Court
- Acacia flavescens A.Cunn. ex Benth.
- Acacia flavipila A.S.George
- Acacia fleckeri Pedley
- Acacia flexifolia A.Cunn. ex Benth.
- Acacia flocktoniae Maiden
- Acacia floribunda (Vent.) Willd.
- Acacia floydii Tindale
- Acacia fodinalis Pedley
- Acacia formidabilis C.A.Gardner ex R.S.Cowan & Maslin
- Acacia forrestiana E.Pritz.
- Acacia forsteri Pedley
- Acacia forsythii Maiden & Blakely
- Acacia fragilis Maiden & Blakely
- Acacia fraternalis Maslin
- Acacia frigescens J.H.Willis
- Acacia froggattii Maiden
- Acacia fulva Tindale
- Acacia fuscaneura Maslin & J.E.Reid
- Acacia galeata Maslin
- Acacia galioides Benth.
- Acacia gardneri Maiden & Blakely
- Acacia gelasina Maslin
- Acacia gemina R.S.Cowan & Maslin
- Acacia genistifolia Link
- Acacia georgensis Tindale
- Acacia georginae F.M.Bailey
- Acacia gibbosa R.S.Cowan & Maslin
- Acacia gibsonii Maslin
- Acacia gilbertii Meisn.
- Acacia gilesiana F.Muell.
- Acacia gillii Maiden & Blakely
- Acacia gittinsii Pedley
- Acacia gladiiformis A.Cunn. ex Benth.
- Acacia glandulicarpa Reader
- Acacia glaucissima Maslin
- Acacia glaucocaesia Domin
- Acacia glaucocarpa Maiden & Blakely
- Acacia glaucoptera Benth.
- Acacia gloeotricha A.R.Chapm. & Maslin
- Acacia glutinosissima Maiden & Blakely
- Acacia gnidium Benth.
- Acacia gonocarpa F.Muell.
- Acacia gonoclada F.Muell.
- Acacia gonophylla Benth.
- Acacia gordonii (Tindale) Pedley
- Acacia gracilenta Tindale & Kodela
- Acacia gracilifolia Maiden & Blakely
- Acacia graciliformis Maslin & Buscumb
- Acacia grandifolia Pedley
- Acacia granitica Maiden
- Acacia graniticola Maslin
- Acacia grasbyi Maiden
- Acacia gregorii F.Muell.
- Acacia grisea S.Moore
- Acacia guinetii Maslin
- Acacia gunnii Benth.
- Acacia guymeri Tindale
- Acacia hadrophylla R.S.Cowan & Maslin
- Acacia haematites Maslin
- Acacia hakeoides A.Cunn. ex Benth.
- Acacia halliana Maslin
- Acacia hamersleyensis Maslin
- Acacia hamiltoniana Maiden
- Acacia hammondii Maiden
- Acacia handonis Pedley
- Acacia harpophylla F.Muell. ex Benth.
- Acacia harveyi Benth.
- Acacia hastulata Sm.
- Acacia havilandiorum Maiden
- Acacia helicophylla Pedley
- Acacia helmsiana Maiden
- Acacia hemignosta F.Muell.
- Acacia hemiteles Benth.
- Acacia hemsleyi Maiden
- Acacia hendersonii Pedley
- Acacia heterochroa Maslin
- Acacia heteroclita Meisn.
- Acacia heteroneura Benth.
- Acacia heterophylla (Lam.) Willd.
- Acacia hexaneura P.J.Lang & R.S.Cowan
- Acacia hierochoensis Pedley
- Acacia hilliana Maiden
- Acacia hippuroides Heward ex Benth.
- Acacia hispidula (Sm.) Willd.
- Acacia hockingsii Pedley
- Acacia holosericea A.Cunn. ex G.Don
- Acacia holotricha Pedley
- Acacia homaloclada F.Muell.
- Acacia hopperiana Maslin
- Acacia horridula Meisn.
- Acacia howittii F.Muell.
- Acacia hubbardiana Pedley
- Acacia huegelii Benth.
- Acacia humifusa A.Cunn. ex Benth.
- Acacia hyaloneura Pedley
- Acacia hylonoma Pedley
- Acacia hypermeces A.S.George
- Acacia hystrix Maslin
- Acacia idiomorpha A.Cunn. ex Benth.
- Acacia imbricata F.Muell.
- Acacia imitans Maslin
- Acacia imparilis Maslin
- Acacia implexa Benth.
- Acacia improcera Maslin
- Acacia inaequilatera Domin
- Acacia inaequiloba W.Fitzg
- Acacia inamabilis E.Pritz.
- Acacia incanicarpa A.R.Chapm. & Maslin
- Acacia inceana Domin
- Acacia incognita Maslin & Buscumb
- Acacia incongesta R.S.Cowan & Maslin
- Acacia incrassata Hook.
- Acacia incurva Benth.
- Acacia incurvaneura Maslin & J.E.Reid
- Acacia infecunda Molyneux & Forrester
- Acacia ingramii Tindale
- Acacia ingrata Benth.
- Acacia inophloia Maiden & Blakely
- Acacia inops Maiden & Blakely
- Acacia insolita E.Pritz.
- Acacia intorta Maslin
- Acacia intricata S.Moore
- Acacia irrorata Sieber ex Spreng.
- Acacia islana Pedley
- Acacia isoneura Maslin & A.R.Chapm.
- Acacia iteaphylla F.Muell. ex Benth.
- Acacia ixiophylla Benth.
- Acacia ixodes Pedley
- Acacia jackesiana Pedley
- Acacia jacksonioides Maslin
- Acacia jamesiana Maslin
- Acacia jasperensis Maconochie
- Acacia jennerae Maiden
- Acacia jensenii Maiden
- Acacia jibberdingensis Maiden & Blakely
- Acacia johannis Pedley
- Acacia johnsonii Pedley
- Acacia jonesii F.Muell. & Maiden
- Acacia jucunda Maiden & Blakely
- Acacia julifera Benth.
- Acacia juncifolia Benth.
- Acacia kalgoorliensis R.S.Cowan & Maslin
- Acacia karina Maslin & Buscumb
- Acacia keigheryi Maslin
- Acacia kelleri F.Muell.
- Acacia kempeana F.Muell.
- Acacia kenneallyi R.S.Cowan & Maslin
- Acacia kerryana Maslin
- Acacia kettlewelliae Maiden
- Acacia kimberleyensis W.Fitzg.
- Acacia kingiana Maiden & Blakely
- Acacia koa A.Gray
- Acacia kochii W.Fitzg. ex Ewart & Jean White
- Acacia kulinensis Maslin
- Acacia kulnurensis Kodela & Tindale
- Acacia kybeanensis Maiden & Blakely
- Acacia kydrensis Tindale
- Acacia laccata Pedley
- Acacia lacertensis Pedley
- Acacia lachnocarpa R.W.Davis & Hislop
- Acacia lachnophylla F.Muell.
- Acacia lamprocarpa O.Schwarz
- Acacia lanceolata Maslin
- Acacia lanei R.S.Cowan & Maslin
- Acacia lanigera A.Cunn.
- Acacia lanuginophylla R.S.Cowan & Maslin
- Acacia lapidosa Maslin
- Acacia laricina Meisn.
- Acacia lasiocalyx C.R.P.Andrews
- Acacia lasiocarpa Benth.
- Acacia lateriticola Maslin
- Acacia latescens Benth.
- Acacia latifolia Benth.
- Acacia latior (R.S.Cowan & Maslin) Maslin & Buscumb
- Acacia latipes Benth.
- Acacia latisepala Pedley
- Acacia latzii Maslin
- Acacia lauta Pedley
- Acacia lazaridis Pedley
- Acacia leeuweniana Maslin
- Acacia legnota Pedley
- Acacia leichhardtii Benth.
- Acacia leiocalyx (Domin) Pedley
- Acacia leioderma Maslin
- Acacia leiophylla Benth.
- Acacia lentiginea Maiden & Blakely
- Acacia leprosa Sieber ex DC.
- Acacia leptalea Maslin
- Acacia leptocarpa A.Cunn. ex Benth.
- Acacia leptoclada A.Cunn. ex Benth.
- Acacia leptoloba Pedley
- Acacia leptoneura Benth.
- Acacia leptopetala Benth.
- Acacia leptophleba F.Muell.
- Acacia leptospermoides Benth.
- Acacia leptostachya Benth.
- Acacia lespedleyi P.I.Forst.
- Acacia leucoclada Tindale
- Acacia leucolobia Sweet
- Acacia levata R.S.Cowan & Maslin
- Acacia ligulata A.Cunn. ex Benth.
- Acacia ligustrina Meisn.
- Acacia limbata F.Muell.
- Acacia linarioides Benth.
- Acacia linearifolia J.Forbes
- Acacia lineata A.Cunn. ex G.Don
- Acacia lineolata Benth.
- Acacia linifolia (Vent.) Willd.
- Acacia lirellata Maslin & A.R.Chapm.
- Acacia lithgowiae Pedley
- Acacia lobulata R.S.Cowan & Maslin
- Acacia loderi Maiden
- Acacia longifolia (Andrews) Willd.
- Acacia longipedunculata Pedley
- Acacia longiphyllodinea Maiden
- Acacia longispicata Benth.
- Acacia longispinea Morrison
- Acacia longissima H.L.Wendl.
- Acacia loroloba Tindale
- Acacia loxophylla Benth.
- Acacia lucasii Blakely
- Acacia lucens Bojer
- Acacia lullfitziorum Maslin
- Acacia lumholtzii Pedley
- Acacia lunata G.Lodd.
- Acacia luteola Maslin
- Acacia lycopodiifolia A.Cunn. ex Hook.
- Acacia lysiphloia F.Muell.
- Acacia mabellae Maiden
- Acacia macdonnelliensis Maconochie
- Acacia mackenziei Maslin & R.L.Barrett
- Acacia mackeyana Ewart & Jean White
- Acacia macnuttiana Maiden & Blakely
- Acacia maconochieana Pedley
- Acacia macradenia Benth.
- Acacia macraneura Maslin & J.E.Reid
- Acacia maidenii F.Muell.
- Acacia maitlandii F.Muell.
- Acacia malloclada Maiden & Blakely
- Acacia mangium Willd.
- Acacia manipularis R.S.Cowan & Maslin
- Acacia maranoensis Pedley
- Acacia mariae Pedley
- Acacia marramamba Maslin
- Acacia masliniana R.S.Cowan
- Acacia mathuataensis A.C.Sm.
- Acacia matthewii Tindale & S.J.Davies
- Acacia maxwellii Maiden & Blakely
- Acacia mearnsii De Wild.
- Acacia megacephala Maslin
- Acacia megalantha F.Muell.
- Acacia meiantha Tindale & Hersc.
- Acacia meiosperma (Pedley) Pedley
- Acacia meisneri Lehm.
- Acacia melanoxylon R.Br.
- Acacia melleodora Pedley
- Acacia melvillei Pedley
- Acacia menzelii J.M.Black
- Acacia merinthophora E.Pritz.
- Acacia merrallii F.Muell.
- Acacia merrickiae Maiden & Blakely
- Acacia microbotrya Benth.
- Acacia microcalyx Maslin
- Acacia microcarpa F.Muell.
- Acacia microcybe Pedley
- Acacia microneura Meisn.
- Acacia microsperma Pedley
- Acacia midgleyi M.W.McDonald & Maslin
- Acacia mimica R.S.Cowan & Maslin
- Acacia mimula Pedley
- Acacia minniritchi I.M.Turner
- Acacia minutifolia F.Muell.
- Acacia minutissima Maslin
- Acacia minyura Randell
- Acacia mitchellii Benth.
- Acacia mitodes A.S.George
- Acacia moirii E.Pritz.
- Acacia mollifolia Maiden & Blakely
- Acacia montana Benth.
- Acacia monticola J.M.Black
- Acacia mooreana W.Fitzg.
- Acacia mountfordiae Specht
- Acacia mucronata Willd. ex H.L.Wendl.
- Acacia muelleriana Maiden & R.T.Baker
- Acacia mulganeura Maslin & J.E.Reid
- Acacia multisiliqua (Benth.) Maconochie
- Acacia multispicata Benth.
- Acacia multistipulosa Tindale & Bedward
- Acacia muriculata Maslin & Buscumb
- Acacia murrayana F.Muell. ex Benth.
- Acacia mutabilis Maslin
- Acacia myrtifolia (Sm.) Willd.
- Acacia nanodealbata J.H.Willis
- Acacia nanopravissima Molyneux & Forrester
- Acacia nematophylla F.Muell. ex Benth.
- Acacia neobrachycarpa I.M.Turner
- Acacia neorigida I.M.Turner
- Acacia neriifolia A.Cunn. ex Benth.
- Acacia nervosa DC.
- Acacia nesophila Pedley
- Acacia neurocarpa A.Cunn. ex Hook.
- Acacia neurophylla W.Fitzg.
- Acacia newbeyi Maslin
- Acacia nicholsonensis Cuff
- Acacia nigricans (Labill.) R.Br.
- Acacia nigripilosa Maiden
- Acacia nitidula Benth.
- Acacia nivea R.S.Cowan & Maslin
- Acacia nodiflora Benth.
- Acacia notabilis F.Muell.
- Acacia nuperrima Baker f.
- Acacia nyssophylla F.Muell.
- Acacia obesa R.S.Cowan & Maslin
- Acacia obliquinervia Tindale
- Acacia obovata Benth.
- Acacia obtecta Maiden & Blakely
- Acacia obtriangularis Maslin, M.D.Barrett & R.L.Barrett
- Acacia obtusata Sieber ex DC.
- Acacia obtusifolia A.Cunn.
- Acacia octonervia R.S.Cowan & Maslin
- Acacia oldfieldii F.Muell.
- Acacia olgana Maconochie
- Acacia oligoneura F.Muell.
- Acacia olsenii Tindale
- Acacia omalophylla A.Cunn. ex Benth.
- Acacia ommatosperma (Pedley) Pedley
- Acacia oncinocarpa Benth.
- Acacia oncinophylla Lindl.
- Acacia ophiolithica R.S.Cowan & Maslin
- Acacia oraria F.Muell.
- Acacia orbifolia Maiden & Blakely
- Acacia orites Pedley
- Acacia orthocarpa F.Muell.
- Acacia orthotricha Pedley
- Acacia orthotropica Maslin, M.D.Barrett & R.L.Barrett
- Acacia oshanesii F.Muell. & Maiden
- Acacia oswaldii F.Muell.
- Acacia oxycedrus Sieber ex DC.
- Acacia oxyclada F.Muell. ex Benth.
- Acacia pachyacra Maiden & Blakely
- Acacia pachycarpa F.Muell. ex Benth.
- Acacia pachyphylla Maslin
- Acacia pachypoda Maslin
- Acacia palustris Luehm.
- Acacia papulosa R.S.Cowan & Maslin
- Acacia papyrocarpa Benth.
- Acacia paradoxa DC.
- Acacia paraneura Randell
- Acacia parkerae Maslin
- Acacia parramattensis Tindale
- Acacia parvifoliolata Pedley
- Acacia parvipinnula Tindale
- Acacia pataczekii D.I.Morris
- Acacia patagiata R.S.Cowan & Maslin
- Acacia paula Tindale & S.J.Davies
- Acacia pedina Kodela & Tame
- Acacia pedleyi Tindale & Kodela
- Acacia pellita O.Schwarz
- Acacia pelophila R.S.Cowan & Maslin
- Acacia pendula A.Cunn. ex G.Don
- Acacia penninervis Sieber ex DC.
- Acacia pentadenia Lindl.
- Acacia peregrinalis M.W.McDonald & Maslin
- Acacia perpusilla Maslin, M.D.Barrett & R.L.Barrett
- Acacia perryi Pedley
- Acacia petraea Pedley
- Acacia petricola Maslin
- Acacia peuce F.Muell.
- Acacia phacelia Maslin, M.D.Barrett & R.L.Barrett
- Acacia phaeocalyx Maslin
- Acacia pharangites Maslin
- Acacia phasmoides J.H.Willis
- Acacia philoxera Pedley
- Acacia phlebocarpa F.Muell.
- Acacia phlebopetala Maslin
- Acacia phlebophylla F.Muell. ex H.B.Will.
- Acacia pickardii Tindale
- Acacia piligera A.Cunn.
- Acacia pilligaensis Maiden
- Acacia pinguiculosa R.S.Cowan & Maslin
- Acacia pinguifolia J.M.Black
- Acacia platycarpa F.Muell.
- Acacia plautella Maslin
- Acacia plectocarpa A.Cunn. ex Benth.
- Acacia plicata Maslin
- Acacia podalyriifolia A.Cunn. ex G.Don
- Acacia polifolia Pedley
- Acacia poliochroa E.Pritz.
- Acacia polyadenia (Pedley) Pedley
- Acacia polybotrya Benth.
- Acacia polystachya A.Cunn. ex Benth.
- Acacia porcata P.I.Forst.
- Acacia praelongata F.Muell.
- Acacia praemorsa P.J.Lang & Maslin
- Acacia praetermissa Tindale
- Acacia prainii Maiden
- Acacia pravifolia F.Muell.
- Acacia pravissima F.Muell. ex Benth.
- Acacia preissiana (Meisn.) Maslin
- Acacia prismifolia E.Pritz.
- Acacia pritzeliana C.A.Gardner
- Acacia producta Tindale
- Acacia profusa Maslin
- Acacia proiantha Pedley
- Acacia prolata Maslin, M.D.Barrett & R.L.Barrett
- Acacia prominens A.Cunn. ex G.Don
- Acacia provincialis A.Camus
- Acacia proxima Maiden
- Acacia pruinocarpa Tindale
- Acacia pruinosa A.Cunn. ex Benth.
- Acacia pteraneura Maslin & J.E.Reid
- Acacia pterocaulon Maslin
- Acacia ptychoclada Maiden & Blakely
- Acacia ptychophylla F.Muell.
- Acacia pubescens (Vent.) R.Br.
- Acacia pubicosta C.T.White
- Acacia pubifolia Pedley
- Acacia pubirhachis Pedley
- Acacia pudica Pedley
- Acacia pulchella R.Br.
- Acacia pulviniformis Maiden & Blakely
- Acacia puncticulata Maslin
- Acacia purpureapetala F.M.Bailey
- Acacia pusilla Maslin
- Acacia pustula Maiden & Blakely
- Acacia pycnantha Benth.
- Acacia pycnocephala Maslin
- Acacia pycnostachya F.Muell. ex Benth.
- Acacia pygmaea Maslin
- Acacia pyrifolia DC.
- Acacia quadrilateralis DC.
- Acacia quadrimarginea F.Muell.
- Acacia quadrisulcata F.Muell.
- Acacia quinquenervia Maslin
- Acacia quornensis J.M.Black
- Acacia racospermoides Pedley
- Acacia ramiflora Domin
- Acacia ramulosa W.Fitzg.
- Acacia recurvata R.S.Cowan & Maslin
- Acacia redolens Maslin
- Acacia rendlei Maiden
- Acacia repanda R.S.Cowan & Maslin
- Acacia repens A.S.George
- Acacia resinimarginea W.Fitzg.
- Acacia resinistipulea W.Fitzg.
- Acacia resinocostata Pedley
- Acacia resinosa R.S.Cowan & Maslin
- Acacia restiacea Benth.
- Acacia retinervis Benth.
- Acacia retinodes Schltdl.
- Acacia retivenea F.Muell.
- Acacia retrorsa Meisn.
- Acacia rhamphophylla Maslin
- Acacia rhetinocarpa J.M.Black
- Acacia rhigiophylla F.Muell. ex Benth.
- Acacia rhodophloia Maslin
- Acacia rhodoxylon Maiden
- Acacia riceana Hensl.
- Acacia richardsii Maslin
- Acacia richii A.Gray
- Acacia ridleyana W.Fitzg.
- Acacia rigens A.Cunn. ex G.Don
- Acacia rigescens Tindale & Bedward
- Acacia rivalis J.M.Black
- Acacia robeorum Maslin
- Acacia robiniae Maslin
- Acacia rossei F.Muell.
- Acacia rostellata Maslin
- Acacia rostellifera Benth.
- Acacia rostriformis Maslin & D.J.Murphy
- Acacia rothii F.M.Bailey
- Acacia roycei Maslin
- Acacia rubida A.Cunn.
- Acacia rubricaulis Pedley
- Acacia rubricola Pedley
- Acacia rupicola F.Muell. ex Benth.
- Acacia ruppii Maiden & Betche
- Acacia ryaniana Maslin
- Acacia sabulosa Maslin
- Acacia saliciformis Tindale
- Acacia salicina Lindl.
- Acacia saligna (Labill.) H.L.Wendl.
- Acacia saxatilis S.Moore
- Acacia saxicola Pedley
- Acacia scabra Benth.
- Acacia scalena Maslin
- Acacia scalpelliformis Meisn.
- Acacia schinoides Benth.
- Acacia sciophanes Maslin
- Acacia scirpifolia Meisn.
- Acacia scleroclada Maslin
- Acacia sclerophylla Lindl.
- Acacia sclerosperma F.Muell.
- Acacia scopulorum Pedley
- Acacia seclusa M.W.McDonald
- Acacia sedifolia Maiden & Blakely
- Acacia semicircinalis Maiden & Blakely
- Acacia semilunata Maiden & Blakely
- Acacia semirigida Maiden & Blakely
- Acacia semitrullata Maslin
- Acacia sericata A.Cunn. ex Benth.
- Acacia sericocarpa W.Fitzg.
- Acacia sericoflora Pedley
- Acacia sericophylla F.Muell.
- Acacia serpentinicola (Maslin) Pedley
- Acacia sertiformis A.Cunn.
- Acacia sessilis Benth.
- Acacia sessilispica Maiden & Blakely
- Acacia setulifera Benth.
- Acacia shapelleae Maslin
- Acacia shirleyi Maiden
- Acacia shuttleworthii Meisn.
- Acacia sibilans Maslin
- Acacia sibina Maslin
- Acacia sibirica S.Moore
- Acacia siculiformis A.Cunn. ex Benth.
- Acacia signata F.Muell.
- Acacia silvestris Tindale
- Acacia simmonsiana O'Leary & Maslin
- Acacia simplex (Sparrm.) Pedley
- Acacia simsii A.Cunn. ex Benth.
- Acacia simulans Maslin
- Acacia singula R.S.Cowan & Maslin
- Acacia smeringa A.S.George
- Acacia solenota Pedley
- Acacia sophorae (Labill.) R.Br.
- Acacia sorophylla E.Pritz.
- Acacia spania Pedley
- Acacia sparsiflora Maiden
- Acacia spathulifolia Maslin
- Acacia speckii R.S.Cowan & Maslin
- Acacia spectabilis A.Cunn. ex Benth.
- Acacia spectrum Lewington & Maslin
- Acacia sphacelata Benth.
- Acacia sphaerostachya E.Pritz.
- Acacia sphenophylla Maslin
- Acacia spilleriana J.E.Br.
- Acacia spinescens Benth.
- Acacia spinosissima Benth.
- Acacia spirorbis Labill.
- Acacia splendens Maslin & C.P.Elliott
- Acacia spondylophylla F.Muell.
- Acacia spongolitica R.S.Cowan & Maslin
- Acacia spooneri O'Leary
- Acacia sporadica N.G.Walsh
- Acacia squamata Lindl.
- Acacia stanleyi Maslin
- Acacia startii A.R.Chapm. & Maslin
- Acacia steedmanii Maiden & Blakely
- Acacia stellaticeps Kodela, Tindale & D.A.Keith
- Acacia stenophylla A.Cunn. ex Benth.
- Acacia stenoptera Benth.
- Acacia stereophylla Meisn.
- Acacia stictophylla Court ex Maslin & D.J.Murphy
- Acacia stigmatophylla A.Cunn. ex Benth.
- Acacia stipuligera F.Muell.
- Acacia stipulosa F.Muell.
- Acacia storyi Tindale
- Acacia striatifolia Pedley
- Acacia stricta (Andrews) Willd.
- Acacia strongylophylla F.Muell.
- Acacia suaveolens (Sm.) Willd.
- Acacia subcaerulea Lindl.
- Acacia subcontorta Maslin
- Acacia subflexuosa Maiden
- Acacia sublanata Benth.
- Acacia subporosa F.Muell.
- Acacia subracemosa Maslin
- Acacia subrigida Maslin
- Acacia subsessilis A.R.Chapm. & Maslin
- Acacia subternata F.Muell.
- Acacia subtessarogona Tindale & Maslin
- Acacia subtiliformis Maslin
- Acacia subtilinervis F.Muell.
- Acacia subulata Bonpl.
- Acacia sulcata R.Br.
- Acacia sulcaticaulis Maslin & Buscumb
- Acacia symonii Whibley
- Acacia synantha Maslin, M.D.Barrett & R.L.Barrett
- Acacia synchronicia Maslin
- Acacia synoria Maslin
- Acacia tabula Molyneux & Forrester
- Acacia tarculensis J.M.Black
- Acacia tayloriana F.Muell.
- Acacia telmica A.R.Chapm. & Maslin
- Acacia tenuinervis Pedley
- Acacia tenuior Maiden
- Acacia tenuispica Maslin
- Acacia tenuissima F.Muell.
- Acacia tephrina Pedley
- Acacia teretifolia Benth.
- Acacia terminalis (Salisb.) J.F.Macbr.
- Acacia tessellata Tindale & Kodela
- Acacia tetanophylla Maslin
- Acacia tetragonocarpa Meisn.
- Acacia tetragonophylla F.Muell.
- Acacia tetraneura Maslin & A.R.Chapm.
- Acacia tetraptera Maslin
- Acacia thieleana Maslin
- Acacia thoma Maslin
- Acacia thomsonii Maslin & M.W.McDonald
- Acacia tindaleae Pedley
- Acacia tingoorensis Pedley
- Acacia tolmerensis G.J.Leach
- Acacia toondulya O'Leary
- Acacia torringtonensis Tindale
- Acacia torticarpa C.A.Gardner ex R.S.Cowan & Maslin
- Acacia torulosa Benth.
- Acacia trachycarpa E.Pritz.
- Acacia trachyphloia Tindale
- Acacia translucens A.Cunn. ex Hook.
- Acacia trapezoidea (DC.) G.Don
- Acacia tratmaniana W.Fitzg.
- Acacia trigonophylla Meisn.
- Acacia trinalis R.S.Cowan & Maslin
- Acacia trinervata Sieber ex DC.
- Acacia trineura F.Muell.
- Acacia triptera Benth.
- Acacia triptycha F.Muell. ex Benth.
- Acacia triquetra Benth.
- Acacia tropica (Maiden & Blakely) Tindale
- Acacia truculenta Maslin
- Acacia trudgeniana Maslin
- Acacia trulliformis R.S.Cowan & Maslin
- Acacia truncata (Burm.f.) Hoffmanns.
- Acacia tuberculata Maslin
- Acacia tumida F.Muell. ex Benth.
- Acacia tysonii Luehm.
- Acacia ulicifolia (Salisb.) Court
- Acacia ulicina Meisn.
- Acacia uliginosa Maslin
- Acacia umbellata A.Cunn. ex Benth.
- Acacia umbraculiformis Maslin & Buscumb
- Acacia uncifera Benth.
- Acacia uncifolia (J.M.Black) O'Leary
- Acacia uncinata Lindl.
- Acacia uncinella Benth.
- Acacia undoolyana G.J.Leach
- Acacia undosa R.S.Cowan & Maslin
- Acacia undulifolia A.Cunn. ex G.Don
- Acacia unguicula R.S.Cowan & Maslin
- Acacia unifissilis Court
- Acacia ureniae N.G.Walsh
- Acacia urophylla Benth.
- Acacia validinervia Maiden & Blakely
- Acacia varia Maslin
- Acacia vassalii Maslin
- Acacia venulosa Benth.
- Acacia verniciflua A.Cunn.
- Acacia veronica Maslin
- Acacia verricula R.S.Cowan & Maslin
- Acacia verticillata (L'Hér.) Willd.
- Acacia vestita Ker Gawl.
- Acacia victoriae Benth.
- Acacia vincentii R.S.Cowan & Maslin
- Acacia viscidula Benth.
- Acacia viscifolia Maiden & Blakely
- Acacia vittata R.S.Cowan & Maslin
- Acacia volubilis F.Muell.
- Acacia walkeri Maslin
- Acacia wanyu Tindale
- Acacia wardellii Tindale
- Acacia warramaba Maslin
- Acacia wattsiana F.Muell. ex Benth.
- Acacia webbii Pedley
- Acacia websteri Maiden & Blakely
- Acacia wetarensis Pedley
- Acacia whibleyana R.S.Cowan & Maslin
- Acacia whitei Maiden
- Acacia wickhamii Benth.
- Acacia wilcoxii Maslin
- Acacia wilhelmiana F.Muell.
- Acacia willdenowiana H.L.Wendl.
- Acacia williamsiana J.T.Hunter
- Acacia williamsonii Court
- Acacia willingii Lewington & Maslin
- Acacia wilsonii R.S.Cowan & Maslin
- Acacia wiseana C.A.Gardner
- Acacia wollarensis S.A.J.Bell & Driscoll
- Acacia woodmaniorum Maslin & Buscumb
- Acacia xanthina Benth.
- Acacia xanthocarpa R.S.Cowan & Maslin
- Acacia xerophila W.Fitzg.
- Acacia xiphophylla E.Pritz.
- Acacia yalwalensis Kodela
- Acacia yirrkallensis Specht
- Acacia yorkrakinensis C.A.Gardner
- Acacia zatrichota A.S.George

## Hybriden
- Acacia × barteriana Jacq.
- Acacia × grayana J.H.Willis
- Acacia × mangiiformis Maslin & L.A.J.Thomson
- Acacia × semiaurea Maiden & Blakely
- Acacia × semibinervia Maiden & Blakely
- Acacia × tristis Graham

... · 
Abrus · 
Acacia · 
Acosmium · 
Adenanthera · 
Adenocarpus · 
Adenodolichos · 
Adenopodia · 
Adesmis · 
Aenictophyton · 
Aeschynomene · 
Afzelia · 
Aganope · 
Albizia · 
Alhagi · 
Alysicarpus · 
Amblygonocarpus · 
Amherstia · 
Andira · 
Angylocalyx · 
Aotus · 
Anthyllis · 
Arachis · 
Archidendropsis · 
Aspalathus · 
Astragalus (hokjespeul) · 
Austrosteenisia · 
Baphia · 
Bauhinia · 
Brachystegia · 
Bolusafra · 
Butea · 
Caesalpinia · 
Cajanus · 
Calicotome · 
Carmichaelia · 
Carrissoa · 
Cassia · 
Castanospermum · 
Ceratonia · 
Chamaecytisus · 
Cicer · 
Clianthus · 
Clitoria · 
Cordyla · 
Coronilla · 
Crotalaria · 
Cyamopsis · 
Cyclopia (honingbos) · 
Cytisus · 
Dalbergia · 
Daviesia · 
Delonix · 
Derris · 
Dialium · 
Dicraeopetalum · 
Dichrostachys · 
Dipteryx · 
Enterolobium · 
Eperua · 
Erythrina (koraalboom) · 
Erythrophleum · 
Faidherbia · 
Genista (heidebrem) · 
Glycine · 
Glycyrrhiza · 
Hardenbergia · 
Hovea · 
Indigofera · 
Inga · 
Lathyrus · 
Lens · 
Lonchocarpus · 
Lotus (rolklaver) · 
Lupinus (lupine) · 
Macrotyloma · 
Medicago (rupsklaver) · 
Melilotus (honingklaver) · 
Mimosa · 
Mora · 
Myroxylon · 
Newtonia · 
Onobrychis · 
Ononis (stalkruid) · 
Ormosia · 
Ougeinia · 
Pachyrhizus · 
Parkia · 
Parkinsonia · 
Parochetus · 
Pericopsis · 
Phaseolus · 
Physostigma · 
Pisum (erwt) · 
Prosopis · 
Psophocarpus · 
Psoralea · 
Pterocarpus · 
Pueraria · 
Racosperma · 
Robinia · 
Rothia · 
Securigera · 
Senegalia · 
Senna · 
Serianthes · 
Sesbania · 
Sophora · 
Spartium · 
Sphenostylis · 
Streblorrhiza · 
Strongylodon · 
Stylosanthes · 
Styphnolobium · 
Swainsona · 
Tamarindus · 
Tephrosia · 
Teramnus · 
Tetragonolobus · 
Tetrapleura · 
Trifolium (klaver) · 
Trigonella (hoornklaver) · 
Ulex · 
Uraria · 
Vachellia · 
Vicia (wikke) · 
Vigna · 
Viminaria · 
Virgilia · 
Wisteria (blauweregen) · 
Zornia · 
Zygocarpum · 
...